# بکش‌سنت‌آندراش
بِکِش‌سِنت‌آندراش (به مجاری:  Békésszentandrás) یک منطقهٔ مسکونی در مجارستان است که در ناحیه سارواش واقع شده‌است. بکش‌سنت‌آندراش ۷۷٫۴۵ کیلومتر مربع مساحت و ۳٬۶۰۸ نفر جمعیت دارد.